# Scopula responsaria
Scopula responsaria är en fjärilsart som beskrevs av Walker 1861. Scopula responsaria ingår i släktet Scopula och familjen mätare. Inga underarter finns listade.